# Delia (Caltanissetta)
Delia é uma comuna italiana da região da Sicília, província de Caltanissetta, com cerca de 4.349 habitantes. Estende-se por uma área de 12 km², tendo uma densidade populacional de 362 hab/km². Faz fronteira com Caltanissetta, Canicattì (AG), Naro (AG).

## Demografia
| Variação demográfica do município entre 1861 e 2011                               |
|                                                                                   |
| Fonte: Istituto Nazionale di Statistica (ISTAT) - Elaboração gráfica da Wikipedia |